# 現在
現在（げんざい、まれに見在の表記も）は、過去や未来と対になる概念を言う。この用法で使うときには「今」という語に置き換えることができる場合も多い。
また、広義では近い過去（最近）や近未来も含んだ幅のある時間を指す。

## 概要

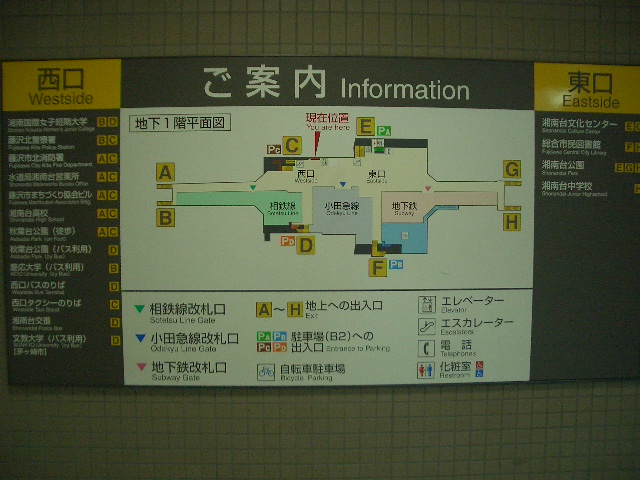
現在位置の表記が見られる案内図

副詞的、あるいは動詞としての用法もある。副詞としては「紛れもなく」などといった意味合いを持ち、動詞としては、自動詞でサ行変格活用に位置づけられる。日時を表す語の下に添えて「5月6日現在の人口」や「日本標準時刻午前7時8分現在」などと表記することもある。変化していく情報がいつの時点のものかを明確に示すために、会計、集計、経歴や歴史的記述と表現の際などに広く用いられる。
仏教用語である意味としての用法では、三世のひとつである現世と同義で、「生を受けているこの世界」を指す。
言語学の用語では、時制のひとつに現在形が存在する。
また、修辞技法のひとつに現在法がある。臨場感の演出のために、過去や未来の事象を目の当たりにしているかのように表現する技法である。
人や物が現在の段階で存在している地点を表す語に現在地（もしくは現在位置）がある。案内図などでもしばしば目にする用語である。
哲学においても、現在は過去、未来とともに時間の3区分の一つとされる。しかし、時間意識の固有な構造のため、過去も未来も現在の意識において現れる。これにより、現在は過去や未来より超越性ないしは優位性を示すほか、意識そのものに本質的な現在と意識される現在に区別することができる。このうち後者は、同列の過去や未来と区別して考えると、両側に無限に延長して存在するそれらの点的な限界と捉えることができるが、それらとは別の意味で存在しないと捉えることもできるため、「時間は存在しない」というパラドックスも生じる。しかしその一方で、前者は点的な存在ではなく、初めから時間的地平の中にでており、なおかつ追憶や予想としての過去や未来を主題として把握でき、さらに自身において直接的に把持している。更に意識される現在も現在性から完全に分離されることもなく、意識の関心に応じて延長することができるため、このようなパラドックスは生じることはない。なお、現在は実存哲学において特に重視され、それらで強調される瞬間思想は、そこから生じた物である。